# 열거
열거(Enumeration)는 컬렉션의 모든 항목을 순서대로 완벽하게 나열한 것이다. 이 용어는 집합의 모든 요소 목록을 나타내기 위해 수학과 컴퓨터 과학에서 일반적으로 사용된다. 열거에 대한 정확한 요구 사항(예: 집합이 유한해야 하는지 또는 목록에 반복이 포함될 수 있는지 여부)은 연구 분야와 주어진 문제의 맥락에 따라 달라진다.
일부 집합은 자연 순서(예: 양의 정수 집합의 경우 1, 2, 3, 4, ...)를 통해 열거될 수 있지만 다른 경우에는 (임의의) 순서를 적용해야 할 수도 있다. 열거형 조합론과 같은 일부 맥락에서 열거라는 용어는 셈이라는 의미로 더 많이 사용된다. 즉, 해당 요소를 명시적으로 나열하는 것보다는 집합에 포함된 요소의 수를 결정하는 데 중점을 둔다.

## 같이 보기
- 순서수
- 수열